# Munka Érdemérem
A Munka Érdemérem 1953 és 1963 között létező kitüntetés volt a Magyar Népköztársaságban.
Az Országgyűlés 1953-ban alapította; 1953–1963 között adományozták „a Magyar Népköztársaság érdekeinek szolgálatában… kimagasló érdemeket szerzett polgári személyek” részére.